# Sainte-Céronne-lès-Mortagne
Sainte-Céronne-lès-Mortagne là một xã trong tỉnh Orne, vùng Normandie tây bắc nước Pháp. Xã Sainte-Céronne-lès-Mortagne nằm ở khu vực có độ cao trung bình 186 mét trên mực nước biển.